# أنطور أريجي
أنطور أريجي (الاسم العلمي:Anthurium fragrans) هو نوع من النباتات يتبع جنس الأنطور من الفصيلة اللوفية.